# Lilli Engel
Pour les articles homonymes, voir Engel.
Lilli Engel (née le 18 juillet 1939 à Solingen, morte le 4 février 2018 à Zell) est une peintre allemande.

## Biographie
Lilli Engel étudie à l'université des arts de Berlin et à l'Académie des Beaux-Arts d'Alexandrie en Égypte. En 1963, elle épouse le sculpteur Gerd Engel. Ils ont un fils et une fille, le vidéaste Jakobine Engel. À partir de 1989, elle travaille principalement avec l'artiste contemporain Raffael Rheinsberg.

## Œuvre

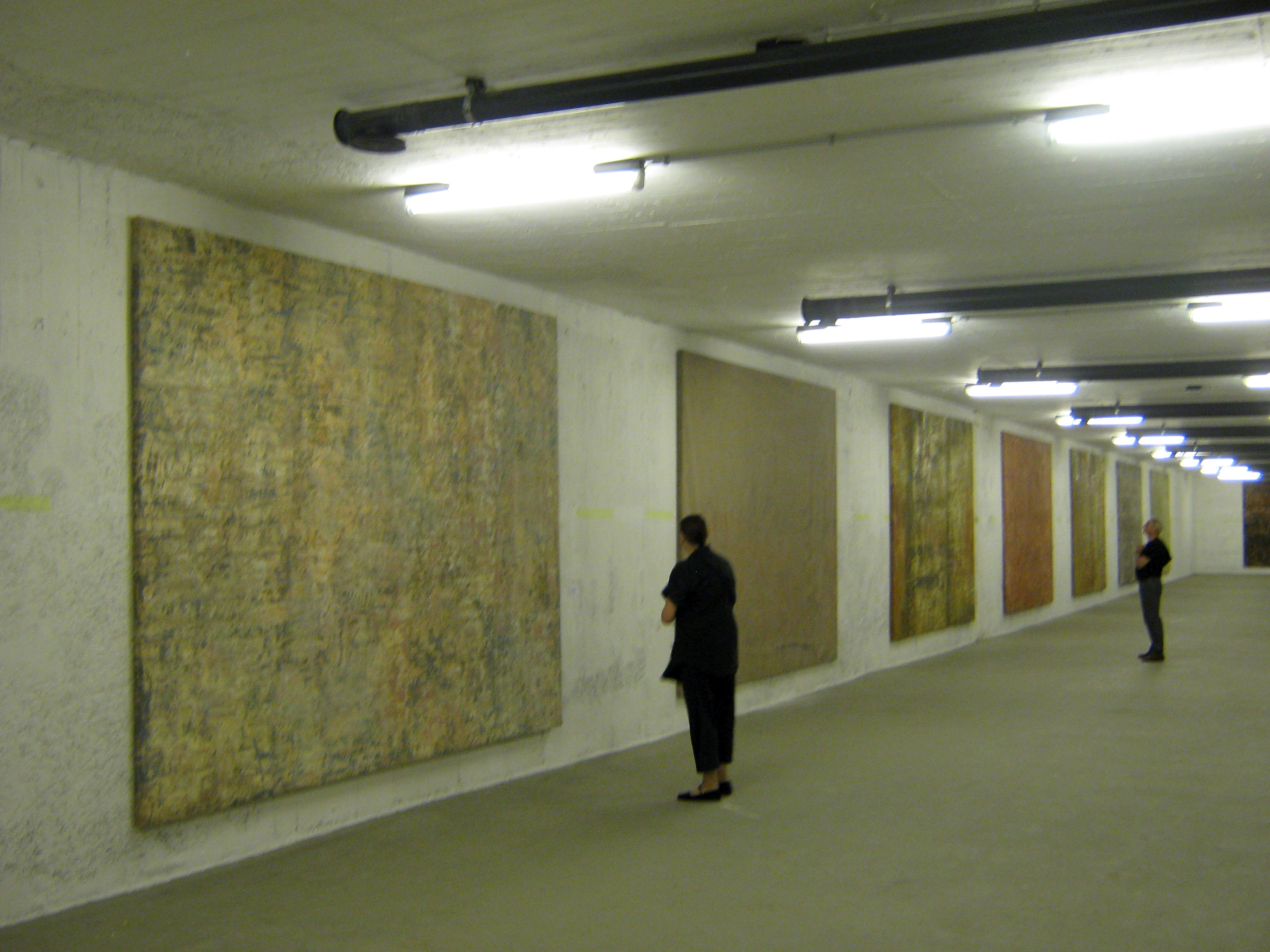
Exposition Maikäfer flieg au Hochbunker Pallasstraße, Berlin, 2009

L'œuvre de Lilli Engel se caractérise par les impressions de guerre de son enfance, la destruction et la reconstruction. Ses photos grand format montrent son histoire vécue.